# Luis Díez-Picazo
Luis Díez-Picazo y Ponce de León (Burgos, 1 de septiembre de 1931-Madrid, 31 de octubre de 2015) fue un jurista, profesor universitario y escritor de obras jurídicas español. También fue magistrado del Tribunal Constitucional entre 1980 y 1989.

## Biografía
Díez-Picazo fue el mayor de los nueve hijos del matrimonio entre Luis Díez-Picazo González y María Victoria Ponce de León Belloso. Fue padre de Luis María Díez-Picazo Giménez, actual magistrado del Tribunal Supremo de España, de José María Díez-Picazo Giménez, técnico del Ayuntamiento de Madrid, de Ignacio Díez-Picazo Giménez, catedrático de Derecho Procesal y abogado, de Gema Díez-Picazo Giménez, profesora titular de Derecho Civil y Letrada del Tribunal Constitucional y de María Teresa Díez-Picazo Giménez secretaria del Consejo de Libertas.
Se licenció en Derecho en la Universidad Complutense de Madrid en 1953. Obtuvo el premio extraordinario de licenciatura y premio de la Fundación Montalbán al mejor expediente académico. Posteriormente se doctoró en Derecho en la misma casa de estudios en 1956, con una tesis titulada “El arbitrio de un tercero en los negocios jurídicos”, siendo premio extraordinario del doctorado y de la Fundación Condesa de Maudes. En 1956 ganó por oposición plaza de juez de Primera Instancia e Instrucción, que ejerció por un breve espacio de tiempo. Desde entonces se dedicó a la abogacía, salvo el periodo de tiempo en que fue Magistrado del Tribunal Constitucional, entre 1980 y 1989. En 1963 obtuvo la cátedra de Derecho Civil en la Universidad de Santiago de Compostela incorporándose ese mismo año a la Universidad de Valencia y en 1972 a la Universidad Autónoma de Madrid, donde siguió impartiendo sus clases como profesor emérito.
Fue catedrático de Derecho Civil en las Universidades de Santiago de Compostela (1963), Valencia (1964) y Autónoma de Madrid (1972), profesor emérito de la Universidad Autónoma de Madrid (2001). Desde 1978 fue de presidente de la Sección de Derecho Civil de la Comisión General de Codificación, órgano que realiza tareas prelegislativas propias del Ministerio de Justicia, y por este concepto fue Consejero de Estado.
Fue miembro de la Academia Europæa y del Colegio Libre de Eméritos, doctor honoris causa de las universidades Carlos III de Madrid, Valencia, Málaga, Universidad de Valparaíso (Chile) y por la de Buenos Aires (Argentina), académico de número de la Academia de Derecho de Perú y académico correspondiente de la Academia Nacional de Derecho y Ciencias Sociales de Córdoba (Argentina), profesor honorario de la Universidad Nacional Mayor de San Marcos (Lima-Perú), de la Universidad de Lima (Perú), y de las universidades de Arequipa y de San Agustín de Arequipa (Perú). Desde el año 2012 fue presidente de la Real Academia de Jurisprudencia y Legislación.

## Obras
- Sistema de Derecho Civil, volumen I, II, III y IV
- Fundamentos del Derecho Civil Patrimonial
- Comentario a la ley sobre condiciones generales de contratación
- Los principios del Derecho europeo de contratos
- Memorias de pleitos
- Doctrina de los actos propios
- Experiencias jurídicas y Teoría del Derecho.
- Dictámenes Jurídicos.